# Mercure (M 765)
Mercure (M 765) byla pobřežní minolovka francouzského námořnictva stejnojmenné třídy. Plavidlo se mělo stát prototypem nové třídy minolovek, které si však francouzské námořnictvo nakonec neobjednalo. Výrobce však získal objednávku ze zahraničí, takže bylo postaveno dalších šest minolovek (třída Vegesack) pro německé námořnictvo. Mercure sloužila od roku 1980 k ochraně rybolovu. Vyřazena byla na počátku 90. let 20. století.

## Stavba
Minolovku Mercure postavila loděnice Constructions Mécaniques de Normandie(CMN) v Cherbourgu. Do služby byla přijata 20. prosince 1958.

## Konstrukce
Trup byl vyroben ze dřeva vyztuženého nemagnetickými kovy. Nástavby byly vyrobeny z lehkých slinin. Plavidlo bylo vyzbrojeno dvěma 20mm kanóny. Pohonný systém tvořily dva diesely o výkonu 4000 bhp, pohánějící dva lodní šrouby. Nejvyšší rychlost dosahovala 15 uzlů.

### Operační služba
Plavidlo mělo vleklé problémy s nespolehlivým pohonem, kvůli čemuž bylo předčasně převedeno do rezervy. Později bylo přestavěno na loď pro ochranu rybolovu (A 765) – odstraněna byla minolovná výstroj, instalován nový pohon a zvětšena nástavba. V této podobě se Mercure 22. prosince 1980 vrátila do služby. Vyřazena byla na počátku 90. let 20. století.